# EasyPHP
EasyPHP is een WAMP-pakket. EasyPHP installeert de webserver Apache met MySQL en PHP. EasyPHP kan ook op een USB-stick geïnstalleerd worden.
EasyPHP bevat:
- PHP
- Apache
- MySQL
- PhpMyAdmin
- Xdebug

EasyPHP is uitbreidbaar met een aantal modules:
- VirtualHosts Manager 1.0
- Phpini Manager for EasyPHP 1.0
- Xdebug Manager for EasyPHP 1.1
- Function Reference for EasyPHP 1.1
- WordPress 3.2.1 / 3.1/ 3.0.4 / 3.0.3
- Drupal 7.7 / 7.0 / 6.20
- Spip 2.1.8 / 2.1.6 / 2.1.2
- Joomla! 1.7.0 / 1.6.0 / 1.5.22
- PrestaShop 1.4.4.1 / 1.3.6 / 1.3.5
- WebGrind 1.0